# Hertogdom Arenberg (1803-1810)
Het hertogdom Arenberg of Aremberg was een staat in het westen van Duitsland die in 1803 werd geschapen voor de hertogen van Arenberg.
Ten gevolge van de annexatie van de linker Rijnoever door Napoleon Bonaparte verloor hertog Lodewijk Engelbert van Arenberg de oude bezittingen van zijn geslacht. Het hertogdom Arenberg werd bij de Vrede van Lunéville in 1801 formeel bij Frankrijk ingelijfd. Krachtens paragraaf 3 van de Reichsdeputationshauptschluss van 25 februari 1803 kreeg de hertog van Arenberg het ambt Meppen van het voormalige prinsbisdom Münster en het graafschap Recklinghausen van het voormalige keurvorstendom Keulen.
In artikel 24 van de Rijnbondakte van 12 juli 1806 werd het graafschap Dülmen onder de soevereiniteit van Arenberg geplaatst: de mediatisering.
Arenberg verloor zijn soevereiniteit door het Franse decreet van 13 december 1810. Recklinghausen werd bij het groothertogdom Berg ingelijfd en Meppen bij het keizerrijk Frankrijk.

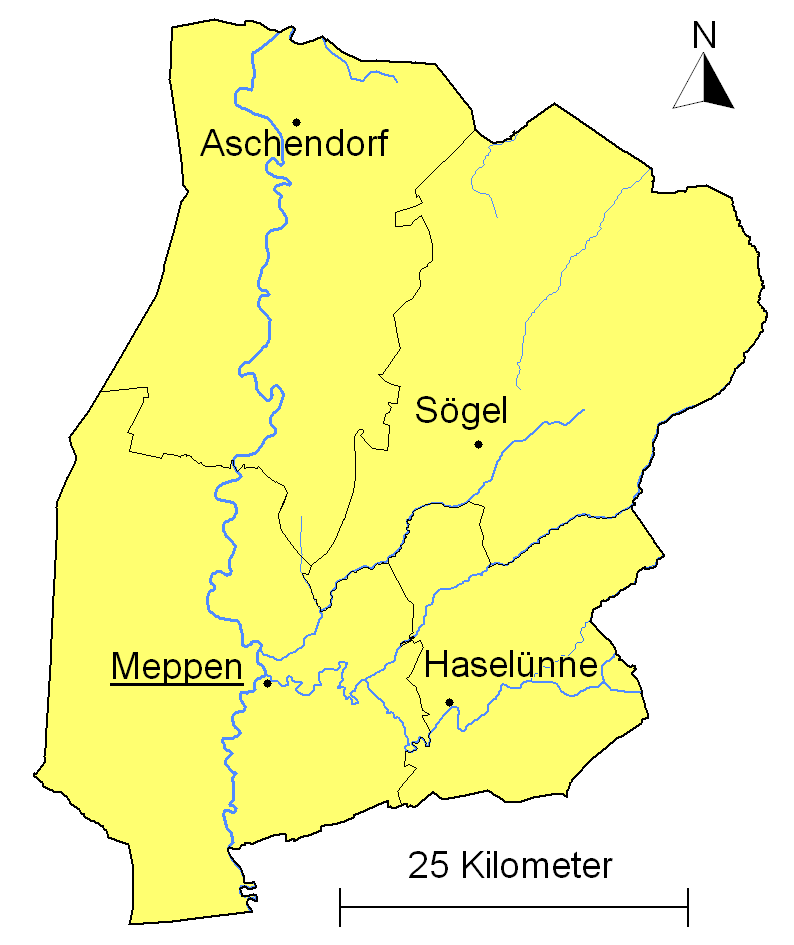
Hertogdom Arenberg-Meppen

Prosper Lodewijk, de oudste zoon van hertog Lodewijk Engelbert,  kreeg na het Congres van Wenen in 1815 zijn bezit, maar niet zijn soevereiniteit terug. Zijn voormalige territorium werd aan het koninkrijk Pruisen (Recklinghausen) en het koninkrijk Hannover (Meppen) toegewezen. In beide koninkrijken kreeg de hertog de status van gemediatiseerd vorst. Meppen werd door George IV van Hannover op 9 mei 1826 omgedoopt in hertogdom Arenberg-Meppen en kwam in 1866 als deel van het koninkrijk Hannover aan Pruisen.